# Seguro de vida
El seguro de vida o póliza de vida es un seguro que cubre el riesgo de muerte, supervivencia e incapacidad. El seguro de vida cubre los riesgos que puedan afectar a la existencia, integridad o salud de las personas. Para que el seguro sea efectivo debe formalizarse un contrato de seguro.

## El seguro de vida
El seguro de vida es un tipo de seguro específico dentro del seguro de personas.

### Partes en el contrato del seguro de vida
El contrato de seguro o póliza de seguro se realiza entre la aseguradora y el tomador -persona que pacta o suscribe el contrato que suele ser el asegurado pero no necesariamente-. El asegurado es la persona sobre la que recae el seguro o la cobertura. El beneficiario es la persona indemnizada según las condiciones del contrato o póliza. En un seguro de vida el tomador, el asegurado y el beneficiario pueden ser personas diferentes.
El seguro de vida se considera un contrato de suma puro, es decir, que la suma asegurada se acuerda y fija entre las partes -el tomador y la empresa aseguradora- de forma libre y voluntaria.
Habitualmente en los seguros en caso de muerte, si en el contrato el tomador del seguro y el asegurado son distintas, es necesario el consentimiento del asegurado por escrito -según la legislación de cada país-, salvo que sea evidente su interés por la existencia de dicho seguro. Si se renuncia al seguro la entidad aseguradora cesará en la cobertura del riesgo por lo que el tomador tendrá derecho a la devolución de la prima que hubiera pagado.

### Tipos de seguro de vida
Puede ser un seguro en caso de muerte —se recibe la cantidad asegurada en caso de muerte—, o en caso de vida -la aseguradora paga al asegurado el importe del seguro, siempre que viva al vencimiento de un determinado periodo de tiempo-.
También puede convenirse el pago de una renta periódica mientras viva el asegurado, a partir de una fecha establecida de antemano.

### Pago del seguro
A diferencia del derecho de daños en el que se tiene en cuenta los daños y perjuicios sufridos en el seguro de vida la cantidad asegurada es la que debe pagar la entidad aseguradora. Esta es la diferencia más importante entre el seguro de daños, donde la indemnización para el asegurado se fija en relación con los daños realmente causados, y el de personas -en el que se inscribe el seguro de vida-, donde la prestación del asegurador se estipula por las partes de antemano y al margen de los daños causados.
El seguro de vida obliga al asegurador o empresa aseguradora a satisfacer al beneficiario un capital, una renta u otras prestaciones convenidas, en el caso de muerte o de supervivencia del asegurado. El seguro de vida puede contratarse sobre la vida propia o la de otra persona (un tercero) y puede ser también un seguro que cubra a una o varias personas.

## Seguros de vida asociados a la formalización de hipotecas
Una modalidad específica del seguro de vida es cuando éste está asociado a la hipoteca (normalmente hipoteca inmobiliaria). Consiste en una póliza de seguro que cubre la deuda del préstamo hipotecario -que normalmente se suscribe en la compra de una vivienda- en caso de fallecimiento o incapacidad de la persona titular del seguro de vida hipotecario. Puede no ser obligatorio pero los bancos suelen exigirlo para la concesión del préstamo.
En principio el seguro de vida asociado a una hipoteca cubre la cantidad pendiente del préstamo pero las modalidades del seguro de vida hipotecarios son mucho más amplias. Los bancos, muchas veces de manera unilateral, modifican las cláusulas (cláusulas en algunos casos abusivas como las cláusulas suelo, sobre los tipos de interés de referencia así como las cláusulas de gastos sobre la formalización de la hipoteca) en función de sus intereses, del riesgo del deudor, de los plazos previstos de amortización, etc.
Cuando se formaliza el contrato de compraventa de la vivienda se realiza a la vez el contrato de préstamo hipotecarios (hay dos escrituras notariales) y también a la vez se contrata la póliza del seguro de vida
Habitualmente la denominada póliza de seguro de vida hipotecaria es que sea una prima anual que debe recalcularse ya que de un año a otro el capital pendiente (que será el que aseguremos) disminuirá -sobre todo si realizan amortizaciones-, pero a la vez el riesgo del seguro aumenta ya que la edad de la persona aumenta y por tanto la posibilidad de su fallecimiento.

### Seguros de vida hipotecario por la duración de la prima
Los seguros de vida asociados a la hipoteca pueden clasificarse por la duración de la prima del seguro de vida hipotecario, lo habitual es que sea de prima anual (se revisa anualmente), pero puede ser de prima única (duración de todo o la mayor parte del crédito) y también y mensual -práctica muy poco habitual-.

#### Seguro de vida hipotecario de prima anual
Es el más habitual. La prima o cuota se paga anticipadamente cada año y cada año se revisa el coste en función del capital pendiente y de la edad del asegurado. La prima -si el seguro de vida es de capital pendiente- disminuye cada año ya que disminuye el capital pendiente de pago (aunque también aumenta el riesgo por el aumento de la edad) y disminuirá proporcionalmente a las amortizaciones de capital que puedan realizarse.

#### Seguro de vida hipotecario de prima única
Habitualmente cuando se realiza el contrato de compraventa de la vivienda se realiza a la vez el contrato de préstamo hipotecarios (hay dos escrituras notariales) y también a la vez se contrata la póliza del seguro de vida pagándose la prima anticipadamente por un número de años -5, 10 o 15- que puede o no cubrir todos los años del préstamo.

### Seguros de vida hipotecario por el capital asegurado

#### Seguro de vida hipotecario de capital pendiente
Es el más habitual y el que más beneficia al asegurado ya que ve disminuida la prima año a año. En este caso el seguro se actualiza cada año en función de la deuda pendiente con el banco. Al ser el capital asegurado cada vez menor el coste bajará, aunque al subir el riesgo de la edad se irá compensando, pero al menos el precio permanecerá estable a lo largo de los años.
Este tipo de seguro es especialmente recomendable cuando se tiene previsto realizar amortizaciones parciales ya que cuando anualmente se revisa la póliza la prima bajará y por tanto el coste será sustancialmente menor.

#### Seguro de vida hipotecario de capital total
La cantidad del seguro de vida hipotecario no varía y es constante en el tiempo coincidiendo con la cantidad inicial facilitada por el prestamista -el banco-. 
Esta modalidad supone que aunque disminuya el capital pendiente no se reduce la prima o cuota. Si se produce el fallecimiento -hecho causante que activa el seguro- el banco debería quedarse solamente con la cantidad pendiente del crédito y el resto de la cantidad percibida por el seguro lo debería cobrar el asegurado o sus herederoos. Hay que prestar especial atención a las cláusulas, que pueden ser cláusulas abusivas, y que garantizarían que toda la cantidad la percibiera el banco cuando hemos estado pagando nosotros por dicho seguro. Además en este caso al aumentar la edad del asegurado se incrementa el riesgo y la prima o cuota puede incrementarse año a año en vez de disminuir como en el caso del seguro de vida de capital pendiente.

### Seguro de vida hipotecario individual y compartido
La compra de la vivienda puede llevarse a cabo por una o más personas por lo que el cálculo del seguro se hace más complejo. En el caso de dos personas pueden asegurar el capital a partes iguales -al cincuenta por ciento- para lo que habrá que realizar dos seguros por las cantidades aseguradas -la mitad del préstamo-. Cada seguro tendrá un titular y un riesgo o prima diferente -en función del sexo y edad del tomador-. Si uno muere el otro tendrá que hacerse cargo de su parte solamente. Sin embargo a veces es conveniente -si una de las personas no trabaja o tiene pocos ingresos- cubrir el 100% en caso de fallecimiento o incapacidad de uno de los dos miembros de la pareja para así proteger al que no tiene ingresos o tiene pocos. También se pueden repartir las cargas proporcionalmente a los ingresos reales.

## El registro de seguros de vida
En numerosas ocasiones los seguros de vida, por desconocimiento de su existencia por los familiares o allegados cuando se produce el hecho causante -muerte, incapacidad, invalidez, etc-, se queda sin cobrar. Para evitar esta situación existen, dependiendo de la obligación legal en los distintos países, registros de seguros de vida que pueden consultarse siempre para conocer si existe algún seguro de vida cuyo titular es la persona fallecida o incapacitada.
La función principal del registro de seguros de vida es evitar que las pólizas de seguro de vida  se queden sin cobrar, por desconocimiento de los beneficiarios de la existencia de la póliza.
Esta casuística es bastante común y se creó este mecanismo para evitarlo en la medida de lo posible. El objetivo por el que se creó es proporcionar la información necesaria para que las personas interesadas tengan el conocimiento de si una persona fallecida tenía contratado un seguro en caso de fallecimiento y quien es el beneficiario seguro de vida.

## Diferencia con el seguro de decesos
El seguro de decesos y el seguro de vida son complementarios, ambos se activan cuando fallece la persona asegurada. La diferencia es que no cubren lo mismo.
El seguro de decesos abarca desde la prestación de servicios funerarios hasta los trámites administrativos. Mientras que, con el seguro de vida los familiares herederos o beneficiarios cobran una cantidad de dinero. Ese dinero no se puede disfrutar a los pocos días del fallecimiento, de modo que no se puede emplear en costear los gastos funerarios más inmediatos.